# Chiesa dei Santi Innocenti (Pollegio)
La chiesa parrocchiale dei Santi Martiri Innocenti si trova a Pollegio, nel Canton Ticino.

## Storia
La chiesa fu eretta sull'ossario che dava sepoltura ai caduti della battaglia di Giornico nel 1478. L'ossario così costruito rimase in piedi fino al 1808, quando fu demolito per fare posto alla strada cantonale del San Gottardo. La chiesa è stata restaurata all'inizio del XVII secolo (data 1613 sul portale) e di nuovo nel 1840.
Nel 1602, con la creazione della parrocchia di Pollegio per smembramento da quella di Bodio, la chiesa assunse la dignità di parrocchiale.

## Descrizione
La navata è coperta con una volta a botte. Il coro poligonale con affreschi ottocenteschi ha due cappelle laterali. Le vetrate del 1940 sono di Emilio Maria Beretta. Sull'arco è dipinta l'Annunciazione di Guido Gonzato.
Vi si trovano una statua della Madonna del XVII secolo e un Cristo manieristico. Le tele della Via Crucis sono del XVIII secolo.